# Borzja (fiume)
La Borzja in russo Борзя? è un fiume della Russia siberiana sudorientale (Territorio della Transbajkalia), affluente di destra dell'Onon (bacino idrografico dell'Amur).
Nasce dalla piccola catena montuosa dei monti Kukul'bej, scorrendo successivamente in direzione dapprima mediamente sudoccidentale, successivamente nordoccidentale, in una valle molto larga coperta dalla steppa arida, impaludandosi frequentemente. Sfocia nell'Onon nel suo basso corso, non lontano dal punto in cui questo si unisce con la Ingoda formando la Šilka. Il fiume tocca nel suo corso la città omonima.
La Borzja ha un regime caratterizzato da lunghi periodi di gelo (mediamente da metà novembre a inizio aprile), seguiti da piene primaverili e magre estive, dovute all'aridità del clima.